# Konstanty Milewski
Konstanty Milewski herbu Ślepowron – burgrabia sieradzki, łowczy szadkowski w latach 1780–1794, wojski większy szadkowski w latach 1779–1780, miecznik szadkowski w latach 1771–1779, wojski mniejszy szadkowski w latach 1770–1771, skarbnik szadkowski w latach 1765–1770, konsyliarz konfederacji targowickiej województwa sieradzkiego.
Mecenas pierwszej klasy Trybunału Głównego Koronnego w Piotrkowie w 1786 roku.